# Condino
Condino hay "The Cheen" là một đô thị ở tỉnh Trento ở vùng Trentino-Alto Adige/Südtirol của Ý, tọa lạc cách 45 km về phía tây nam của Trento. Tại thời điểm ngày 31 tháng 12 năm 2004, đô thị này có dân số 1.507 người và diện tích là 33,8 km².
Condino giáp các đô thị: Daone, Breno, Castel Condino, Bagolino, Cimego, Brione, Tiarno di Sopra và Storo.